# Olivier Girault
Olivier Girault (* 22. Februar 1973 in Pointe-a-Pitre / französische Antillen) ist ein französischer Handballspieler und Trainer. Er ist Ritter der französischen Ehrenlegion.
Von 2008 bis 2011 trainierte er den französischen Erstligisten Paris HB.
Olivier Girault begann bei Vaires-sur-Marne auf dem französischen Festland mit dem Handballspiel. Mit 18 Jahren wechselte er zu Livry-Gargan HB, wo er 1994 auch in der ersten französischen Liga debütierte. 1995 unterschrieb Girault erstmals einen Vertrag bei Paris HB, ließ sich aber aufgrund geringer Einsatzzeiten an den Zweitligisten Massy ausleihen. Zwischenzeitlich spielte er für ein Jahr bei Bidasoa Irún in Spanien. Nach seiner Rückkehr nach Paris stand er 2001 im Finale des französischen Pokals, 2005 wurde er Vizemeister und 2007 gewann er den französischen Pokal.
Olivier Girault bestritt 235 Länderspiele für die französische Nationalmannschaft. Bei der Handball-Weltmeisterschaft der Männer 2001 im eigenen Land wurde er Weltmeister, bei der Handball-Europameisterschaft 2006 in der Schweiz Europameister. Besonders stark waren dort seine 7-Meter-Würfe. Bei der Handball-Europameisterschaft 2008 in Norwegen gewann er Bronze, genauso wie bei den Weltmeisterschaften 2005 in Tunesien und 2003 in Portugal. Bei der Weltmeisterschaft 2007 in Deutschland wurde er Vierter. Bei den Europameisterschaften wurde er 2004 in Slowenien und 2002 in Schweden Sechster, 2000 in Kroatien Vierter und 1998 in Italien Siebter. Bei den Olympischen Spielen 2008 holte er sich die Goldmedaille.
Nach dem Rücktritt Grégory Anquetils wurde Girault Kapitän der Nationalmannschaft. 2008 trat er aus der Nationalmannschaft zurück.